# Sailhan
Sailhan är en kommun i departementet Hautes-Pyrénées i regionen Occitanien i sydvästra Frankrike. Kommunen ligger i kantonen Vielle-Aure som tillhör arrondissementet Bagnères-de-Bigorre. År 2022 hade Sailhan 171 invånare.

## Befolkningsutveckling
Antalet invånare i kommunen Sailhan
| Referens: INSEE |